# Avarpi
Gli Avarpi (o Auarpoi-Αυάρποι o Avarni) furono una tribù germanica stanziata nella Germania Magna, secondo quanto scritto da Tolomeo nell'opera Geografia.

## Descrizione
L'etnonimo greco utilizzato da Tolomeo è Auarpoi. "Avarpi" è una traslitterazione in lingua latina, ed alcuni la modificano in "Avarni" supponendo che Tolomeo si riferisse ai Varni del Meclemburgo. In ogni caso, Tolomeo usa solitamente il termine Farodeinoi per riferirsi ai Varni, e questo indicherebbe che gli Auarpoi erano prossimi ai Teutonikai, e compresi tra Suebi e Farodeinoi. Questo posizionamento geografico non è preciso, ma si riferisce a qualche luogo nell'area della Pomerania. Gli Avarpi potrebbero anche non essere i Varni citati nello stesso passo, ma in questo caso non è stata avanzata nessuna ipotesi plausibile su una loro identificazione.